# Vanč
Vanč (rusky Ванч) je řeka v Tádžikistánu (Horní Badachšán). Je 103 km dlouhá. Povodí má rozlohu 2070 km². Nad ústím řeky Kašalajak se nazývá Abdukagor (rusky Абдукагор).

## Průběh toku
Vzniká soutokem dvou zdrojnic, z nichž levá odtéká z ledovců na severním svahu Vančského hřbetu a pravá z ledovců na západním svahu hřbetu Akademie věd. Protéká mezi Vančským a Darvazským hřbetem. Ústí zprava do Pjandže (povodí Amudarji).

## Vodní režim
Průměrný průtok vody činí 49,4 m³/s.

## Využití
Na řece byly vybudovány vodní elektrárny. Leží na ní oblastní centrum Vanč a další sídla.